# Groenlandaspis
Groenlandaspis — викопний рід артродірів пізнього девону. Назва в перекладі означає «гренландський щит». Скам'янілості різних видів знайдені в товщах пізнього девону на всіх континентах, крім Східної Азії. Родова назва нагадує про те, що перші екземпляри типового виду (G. mirabilis) були знайдені в Ґренландії.
Це були відносно невеликі панцирні риби в середньому лише 7.5 сантиметрів у довжину, хоча один незвичайно великий вид, G. riniensis, досягав майже метра в довжину.
Groenlandaspis жили прибережних і річкових водах, де, як вважають, харчувалися або дуже дрібною здобиччю, або детритом; маленькі зубні пластини в роті свідчать про те, що Groenlandaspis були нездатні боротися з великою здобиччю.
Форма тіла найбільшого виду G. riniensis свідчить про те, що, швидше за все, це була донна риба.